# Прождрљивост (ТВ филм)
„Прождрљивост” је југословенски ТВ филм из 1972. године. Режирао га је Арсеније Јовановић а сценарио је написао Бора Ћосић.

## Улоге
| Глумац                     | Улога |
| -------------------------- | ----- |
| Милан Лане Гутовић         |       |
| Ђорђе Јелисић              |       |
| Петар Краљ                 |       |
| Љиљана Крстић              |       |
| Слободан Цица Перовић      |       |
| Јелисавета Сека Саблић     |       |
| Властимир Ђуза Стојиљковић |       |